# Monts Torngat
Les monts Torngat sont une chaîne de montagnes faisant partie de la cordillère Arctique dans le bouclier canadien et se situant sur la péninsule du Labrador, à la frontière du Québec et de la province de Terre-Neuve-et-Labrador.
Le point culminant des Torngat est le mont D'Iberville (1 652 m), situé au Québec (aussi appelé mont Caubvik à Terre-Neuve-et-Labrador). Les principaux sommets des Torngat constituent la ligne de partage des eaux entre le Labrador et le Québec, laquelle ligne sert de frontière pour délimiter les deux territoires.

## Toponymie
Torngat signifie « lieu du diable » en inuktitut. Ces montagnes étaient un lieu de mystère et de magie pour les premiers Inuits.